# Agelasta marmorata
Agelasta marmorata là một loài bọ cánh cứng trong họ Cerambycidae.